# Loi sur les mancommunautés provinciales
La loi sur les mancommunautés provinciales, formellement décret royal du 18 décembre 1913 sur la décentralisation administrative et les mancommunautés provinciales (en espagnol Real Decreto de 18 de diciembre de 1913 sobre descentralización administrativa y mancomunidades provinciales) est un texte législatif ouvrant la possibilité d'association à des fins administratives des députations provinciales espagnoles, sans attributions proprement politiques.
Ayant un précédent dans un projet de loi de 1907, la nouvelle proposition est impulsée en 1912 par le président du gouvernement José Canalejas, prenant compte des revendications régionalistes, notamment celles des secteurs catalanistes. L'assassinat du président paralyse son approbation au Sénat. Il faudra attendre 1913 pour que le nouveau président Eduardo Dato le promulgue finalement par décret royal,. Bien qu'il s'agisse d'une loi ayant un caractère général, la seule mancommunauté provinciale créée fut la mancommunauté de Catalogne, le 6 avril 1914, bien qu'il y eût plusieurs initiatives dans d'autres régions, comme la Mancommunauté castillane ou la Mancommunauté valencienne.

## Contexte

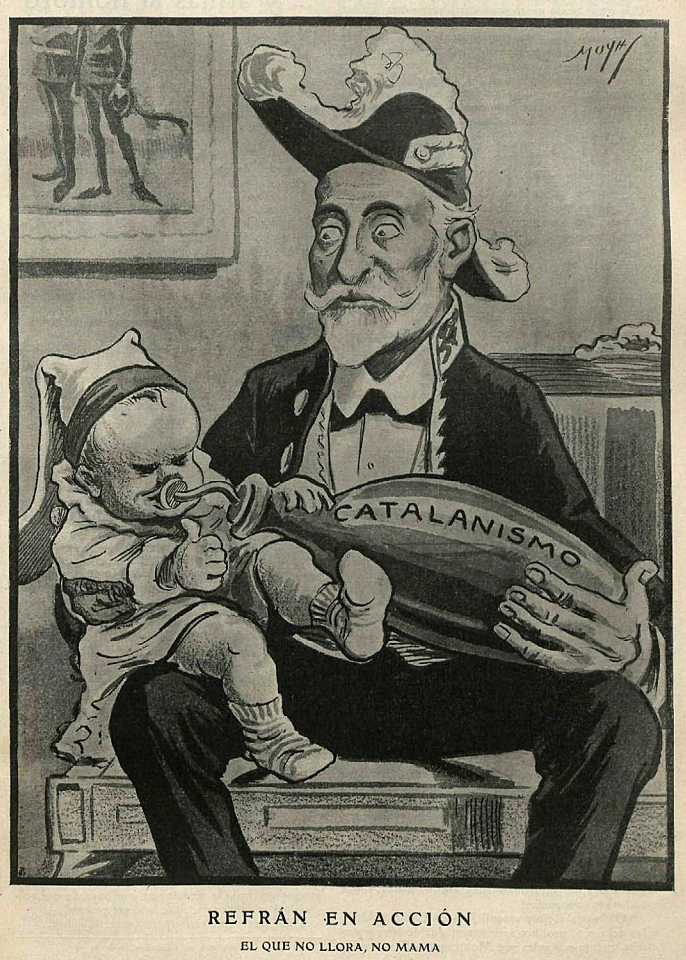
Refrán en acción (« Proverbe en action »), dessin satirique de Joaquín Moya, publié dans Gedeón le 22 avril 1904, représentant Antonio Maura nourrissant un bébé qui représente la Catalogne et tenant un biberon portant l'inscription Catalanismo (« Catalanisme ») ; en dessous figure le proverbe «El que no llora, no mama» (« Celui qui ne pleure pas, ne tête pas »).

Le centralisme qui prévalait durant la Restauration se trouva affaibli par les crises progressives survenues à partir de la fin du XIXe siècle, les communes et provinces agissant comme forces centrifuges, surtout dans la première moitié du XXe siècle. L'idée d'une association des ressources provinciales à des fins spécifiques était déjà présente dans les dernières décennies du XIXe siècle, défendue par la bourgeoisie catalane, sous l'influence des Bases de Manresa, en confluence avec les forces politiques catalanistes prédominantes, notamment la Lliga Regionalista. Les modérés comme Francesc Cambó et Díaz-Aguado revendiquaient la création d'organes régionaux dotés de pouvoirs de discussion sur les travaux publics, l'éducation, l'enseignement et les services sociaux, tandis que ceux plus à gauche aspiraient à une autonomie politique.
Les forces politiques catalanes intervinrent dans le projet de loi sur les mancommunautés d'Antonio Maura de 1907, débattue à la seconde assemblée des Conseils provinciaux, tenue à Séville. À l'issue de cette proposition, un débat eut lieu aux Cortès. Les forces conservatrices étaient réticentes à l'égard de la proposition ; lors du débat devant, ils se prononcèrent défavorablement car ils estimaient que les régions ou une nouvelle division régionale ne pouvaient pas être imposées, car ils défendaient les provinces comme une réalité et que les sentiments régionalistes n’étaient prégnants que dans certaines régions spécifiques. D'autre part, Maura et d'autres pensaient qu'il s'agissait là d'une revendication uniquement portée par une petite élite militante, et sans demande populaire, c'est pourquoi le projet de loi présenté, modéré, était jugé satisfaisant, même si les régionalistes, à travers Solidaritat Catalana, répondirent que la seule façon de connaître la volonté du peuple était d'avoir recours à un plébiscite. Quoi qu'il en soit, le projet fut approuvé par le Congrès des députés, mais fut bloqué au Sénat, en raison de la situation politique et sociale difficile à la suite des événements de la Semaine Tragique de Barcelone en 1909, qui causa la chute du gouvernement Maura et la paralysie de la loi.

## Présentation et débat

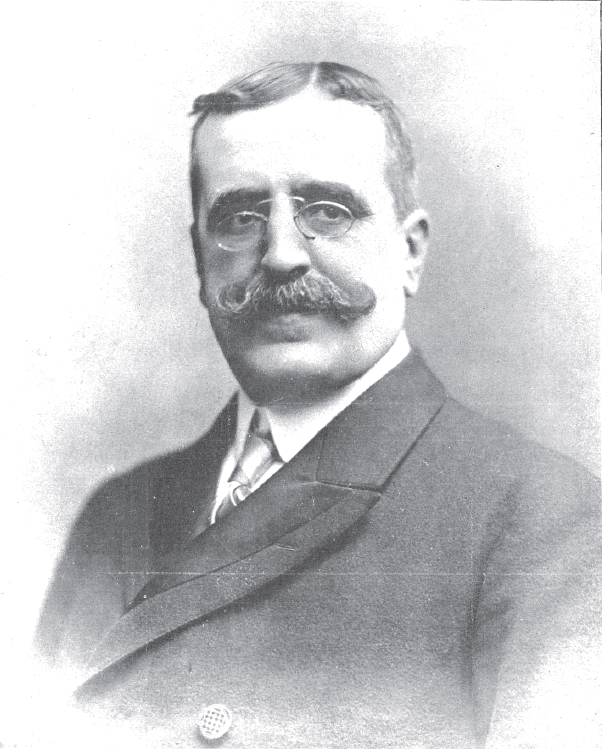
José Canalejas proposa la loi, qui fut approuvée par le Congrès, mais après son assassinat en 1912, le nouveau président, Romanones, ne réussit pas à obtenir l'approbation du Sénat.

En 1911, le Parti libéral, dirigé par José Canalejas, occupa le gouvernement espagnol. En Catalogne, la Ligue régionaliste contrôlait alors la Députation provinciale de Barcelone, présidée par Enric Prat de la Riba, et se mobilisa pour constituer un organe supraprovincial. En 1911, une commission formée par les quatre présidents des députations provinciales catalanes élaborèrent les dénommées « Bases de la Mancommunauté Catalane », qui prévoyaient le transfert des services des députations à la mancommunauté, et la délégation de diverses compétences de l'administration centrale,. Les revendications des régionalistes, Francesc Cambó en tête, furent présentées au président du gouvernement qui, se faisant l'écho de la loi précédemment présentée par Maura, présenta le 25 mai 1912 au Congrès un court projet de loi réglementant en termes généraux la constitution et l'organisation des mancommunautés provinciales ainsi que leurs pouvoirs et ressources économiques,.
Le projet de loi établissait d'emblée et explicitement, dans son premier article, que « Les provinces représentées par leurs députations pourront constituer une mancommunauté à des fins exclusivement administratives », puis établissait ses pouvoirs, correspondant aux facultés et services des députations, et finalement les compétences en matière de travaux publics, d'instruction ou de bienfaisance que le gouvernement central était prêt à déléguer. De cette manière, le projet dilua considérablement les revendications initialement approuvées par les députations provinciales.
Les députés catalans décidèrent malgré tout de soutenir l'initiative et défendirent le projet, à l'exception des lerrouxistes du Parti radical. Néanmoins ces derniers présentèrent des amendements qui, s'il avaient été approuvés, aurait accru le pouvoir et l'autonomie des mancommunautés par rapport au gouvernement central. Le seul à s'opposer à l'ensemble du projet fut le carliste Juan Vázquez de Mella, qui qualifiait la loi de timide et de fragmentaire. Pour sa part, le Parti conservateur s'abstint de participer au débat. L'opposition provenait davantage des dissidents du Parti libéral, principalement Moret et Alcalá-Zamora, qui argumentaient notamment que le la loi affaiblissait dangereusement l’État et menaçait l’unité de la nation, qu'elle signifiait céder à une revendication catalaniste parmi tant d’autres, ce qui était susceptible d'avoir un effet domino sur d’autres régions du pays, conduisant au fédéralisme et à la désintégration ; ils soutenaient que la réforme du système administratif devait commencer au niveau le plus bas, celui des municipalités.
Malgré les divergences autour du texte parmi les députés, la volonté de Canelejas de satisfaire les revendications catalanes fit que la loi fut finalement approuvée par le Congrès des députés le 17 octobre 1912, avec l'abstention des conservateurs et des lerrouxistes, et le vote contre des partisans de Moret et ceux d'Alcalá-Zamora. Cependant, avant qu'elle pût être débattue au Sénat, le président Canalejas, principal défenseur de la loi, mourut assassiné dans un attentat. Le nouveau président, le comte de Romanones, tenta de le faire approuver par la chambre haute, mais il échoua dans les débats et  le premier article de la loi fut rejeté. En juin 1913 le débat reprit au Sénat, mais la démission de Romanones laissa un vide de pouvoir et les Cortès furent dissoutes. Un plébiscite fut alors organisé dans les ayuntamientos de Catalogne, au cours duquel 95,7% soutinrent le projet de loi, ainsi que plusieurs actes de revendication en faveur de la loi sur les mancommunautés.

## Approbation et effets

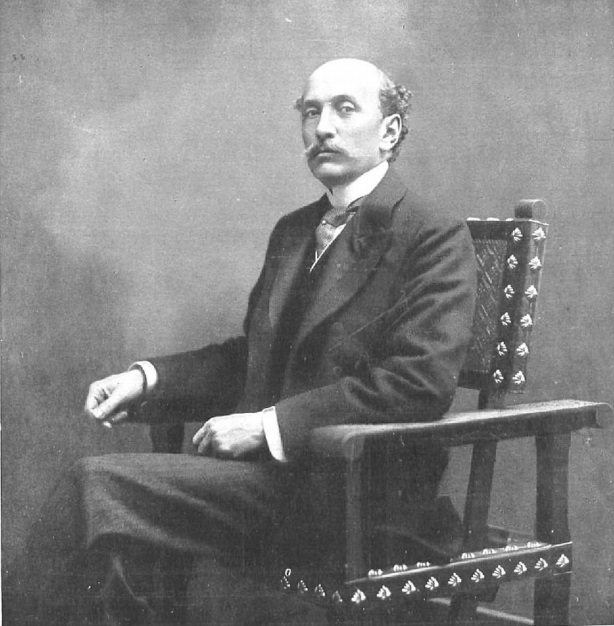
La loi fut finalement approuvée par décret royal sous l'impulsion du nouveau président du gouvernement, Eduardo Dato, ici sur une photographie de 1907 du photographe Kaulak.

Après l'échec du Sénat, ce sera finalenent le nouveau président du gouvernement Eduardo Dato, qui avait préalablement reçu le résultat des votes municipaux communiqué par Prat de la Riba, qui concrétisa le projet, en le faisant approuver par un décret royal du 18 décembre 1913, dont le texte fut ensuite ratifié par le ministre de l'Intérieur José Sánchez Guerra. Sous la pression de la Lliga, Dato promulgua la loi en vue de la tenue de nouvelles élections générales, où les électeurs catalans étaient susceptibles d'exprimer leur mécontentement,. La voie du décret-loi fut suggérée à Sánchez Guerra par les députés Cambó, Abadal et Duran, comme un moyen d'éviter de possibles émeutes populaires. Avec ce décret, le gouvernement espagnol autorisait les provinces à s'unir et ainsi elles furent intégrées dans une Assemblée générale des provinces unies (Junta General de las Provincias mancomunadas en espagnol), et un conseil permanent desdites provinces avec un président à sa tête.
La seule entité de ce type finalement constituée fut la mancommunauté de Catalogne, obtenue par les représentants de la Lliga Regionalista, approuvée par décret royal le 26 mars 1914 et finalement créé le 6 avril suivant, son premier président étant Enric Prat de la Riba, qui ne dépassa pas la sphère administrative,. Dans d'autres régions d'Espagne, l'idée fut également bien accueillie : en janvier 1914, la Députation provinciale de Madrid demanda aux autres provinces castillanes de participer à un débat pour constituer une Mancommunauté castillane. Elles consultèrent Prat de la Riba au sujet de comment agir et reçurent le soutien d’ABC, le journal catholique et monarchique de la capitale, qui n'avait jamais été favorable aux demandes catalanes. Un autre projet de mancommunauté fut celle de la zone de l'Èbre, lancé par la Députation provinciale de Logroño et accepté par celle de Saragosse, qui le transmit aux autres parties intéressées. Une initiative similaire fut le projet de Mancommunauté valencienne lancé en 1919 (ainsi qu'un « avant-projet de statut de Mancommunauté valencienne », en 1924),. Cependant, aucune de ces initiatives n’a jamais été mise en œuvre.

## Changement juridique sous la dictature de Primo de Rivera
Pendant la dictature de Primo de Rivera, une réforme de l'organisation municipale et provinciale fut promue à travers deux statuts, selon l'argument suivant lequel l'existence des régions reposait sur l'association des municipalités et non des députations provinciales ; ainsi, c'est aux municipalités intéressées qu'incomberait de mener à bien l'initiative de mise en commun des ressources et des services et, quoi qu'il en soit, la région aurait un caractère purement administratif et serait contrôlée par le gouvernement central. Cela supposa un changement de légalité impliquant la suppression de la mancommunauté de Catalogne.